# Кукліло кокоський
Куклі́ло кокоський (Coccyzus ferrugineus) — вид зозулеподібних птахів родини зозулевих (Cuculidae). Ендемік Коста-Рики.

## Опис
Довжина птаха становить 33 см, вага 70 г. Виду не притаманний статевий диморфізм. Лоб і тім'я чорнувато-сірі, потилиця і верхня частина тіла сіро-коричневі. Покривні пера крил сіро-коричневі, махові пера зверху темно-рудувато-коричневі, знизу охристі. На обличчі чорна "маска". Горло і верхня частина грудей кремово-білі, живіт, боки і стегна охристий. Хвіст зверху сіро-коричневий, знизу чорний, на кінці білий. Очі темно-карі, навколо очей жовті кільця. Дзьоб зверху чорний, знизу жовтий.

## Поширення і екологія
Кокоські кукліло є ендеміками острова Кокос в Тихому океані. Вони живуть у вологих тропічних лісах, в гібіскових заростях та сееред ліан. Живляться великими комахами та іншими безхребетними, а також ящірками анолісами.

## Збереження
МСОП класифікує цей вид як вразливий. За оцінками дослідників, популяція кокоських кукліло становить від 375 до 1500 птахів. Їм загрожує хижацтво з боку інтродукованих видів тварин і знищення природного середовища.